# Glenea iresine
Glenea iresine är en skalbaggsart som beskrevs av Francis Polkinghorne Pascoe 1867. Glenea iresine ingår i släktet Glenea och familjen långhorningar. Inga underarter finns listade i Catalogue of Life.